# Eccellenza Lombardia 2001-2002
Il campionato italiano di calcio di Eccellenza regionale 2001-2002 è stato l'undicesimo organizzato in Italia. Rappresenta il sesto livello del calcio italiano.
Questi sono i gironi organizzati dal comitato regionale della regione Lombardia.

## Girone A

### Squadre partecipanti
| Club                        | Città                 | Stadio | Stagione 2000-2001 |
| --------------------------- | --------------------- | ------ | ------------------ |
| A.S. Robbio                 | Robbio                |        |                    |
| A.S. Real Cesate            | Cesate                |        |                    |
| F.B.C. Casteggio Broni      | Casteggio             |        |                    |
| F.C. Brera                  | Milano                |        |                    |
| A.C. Trezzano Vigor         | Trezzano sul Naviglio |        |                    |
| F.C. Venegono               | Venegono Superiore    |        |                    |
| F.C. Rhodense               | Rho                   |        |                    |
| A.C. Fulgorcardano          | Cardano al Campo      |        |                    |
| U.S. Tribiano               | Tribiano              |        |                    |
| U.S. Caronnese              | Caronno Pertusella    |        |                    |
| G.S. Salus et Virtus Turate | Turate                |        |                    |
| F.C. Verbano Calcio         | Besozzo               |        |                    |
| F.C. Nuova Cerchiate Pero   | Pero                  |        |                    |
| A.S. Corbetta               | Corbetta              |        |                    |
| A.C. Magenta                | Magenta (Italia)      |        |                    |
| A.S. Viggiù Rifiorente      | Viggiù                |        |                    |

### Classifica finale
|  | Pos. | Squadra              | Pt | G  | V  | N  | P  | GF | GS | DR  |
|  | ---- | -------------------- | -- | -- | -- | -- | -- | -- | -- | --- |
|  | 1.   | Robbio               | 60 | 30 | 16 | 12 | 2  | 40 | 23 | +17 |
|  | 2.   | Real Cesate Saronno  | 53 | 30 | 14 | 11 | 5  | 40 | 22 | +18 |
|  | 3.   | Casteggio Broni      | 49 | 30 | 13 | 10 | 7  | 46 | 25 | +21 |
|  | 4.   | Brera                | 49 | 30 | 13 | 10 | 7  | 44 | 25 | +19 |
|  | 5.   | Trezzano             | 48 | 30 | 13 | 9  | 8  | 40 | 38 | +2  |
|  | 6.   | Venegono             | 42 | 30 | 10 | 12 | 8  | 34 | 28 | +6  |
|  | 7.   | Rhodense             | 39 | 30 | 9  | 12 | 9  | 37 | 37 | 0   |
|  | 8.   | Fulgorcardano        | 38 | 30 | 9  | 11 | 10 | 37 | 38 | -1  |
|  | 9.   | Tribiano             | 38 | 30 | 9  | 11 | 10 | 32 | 37 | -5  |
|  | 10.  | Caronnese            | 36 | 30 | 8  | 12 | 10 | 35 | 40 | -5  |
|  | 11.  | Turate               | 35 | 30 | 7  | 14 | 9  | 31 | 34 | -3  |
|  | 12.  | Verbano              | 33 | 30 | 5  | 18 | 7  | 29 | 30 | -1  |
|  | 13.  | Nuova Cerchiate Pero | 31 | 30 | 5  | 16 | 9  | 31 | 42 | -11 |
|  | 14.  | Corbetta             | 30 | 30 | 7  | 9  | 14 | 29 | 36 | -7  |
|  | 15.  | Magenta              | 30 | 30 | 7  | 9  | 14 | 26 | 44 | -18 |
|  | 16.  | Viggiù Rifiorente    | 16 | 30 | 2  | 10 | 18 | 19 | 51 | -32 |

## Girone B

### Squadre partecipanti
| Club                         | Città             | Stadio | Stagione 2000-2001 |
| ---------------------------- | ----------------- | ------ | ------------------ |
| U.S. Canzese                 | Canzo             |        |                    |
| U.S. Bellusco C.G.           | Bellusco          |        |                    |
| U.S. Ponte San Pietro        | Ponte San Pietro  |        |                    |
| Pol. Comunale Ghisalbese     | Ghisalba          |        |                    |
| Circolo Sportivo Trevigliese | Treviglio         |        |                    |
| A.C. Renate                  | Renate            |        |                    |
| U.S. Colognese               | Cologno al Serio  |        |                    |
| U.S. Fiorente Bergamo        | Bergamo           |        |                    |
| U.S. Caravaggio              | Caravaggio        |        |                    |
| U.S. Trealbe Calcio          | Treviolo          |        |                    |
| U.S.D. Mariano Calcio        | Mariano Comense   |        |                    |
| U.S. Alfonso Casati Calcio   | Arcore            |        |                    |
| A.C. Besana                  | Besana in Brianza |        |                    |
| Sondrio Calcio               | Sondrio           |        |                    |
| A.C. Brugherio               | Brugherio         |        |                    |
| G.S. Concorezzese            | Concorezzo        |        |                    |

### Classifica finale
|  | Pos. | Squadra          | Pt | G  | V  | N  | P  | GF | GS | DR  |
|  | ---- | ---------------- | -- | -- | -- | -- | -- | -- | -- | --- |
|  | 1.   | Canzese          | 62 | 30 | 17 | 11 | 2  | 42 | 17 | +25 |
|  | 2.   | Bellusco         | 62 | 30 | 17 | 11 | 2  | 53 | 19 | +34 |
|  | 3.   | Ponte San Pietro | 55 | 30 | 16 | 7  | 7  | 44 | 28 | +16 |
|  | 4.   | Ghisalbese       | 51 | 30 | 15 | 6  | 9  | 31 | 22 | +9  |
|  | 5.   | Trevigliese      | 44 | 30 | 12 | 8  | 10 | 46 | 38 | +8  |
|  | 6.   | Renate           | 44 | 30 | 13 | 5  | 12 | 43 | 45 | -2  |
|  | 7.   | Colognese        | 42 | 30 | 10 | 12 | 8  | 33 | 27 | +6  |
|  | 8.   | Fiorente Bergamo | 42 | 30 | 12 | 6  | 12 | 41 | 42 | -1  |
|  | 9.   | Caravaggio       | 40 | 30 | 11 | 7  | 12 | 32 | 39 | -7  |
|  | 10.  | Trealbe          | 37 | 30 | 10 | 7  | 13 | 35 | 46 | -11 |
|  | 11.  | Mariano          | 33 | 30 | 7  | 12 | 11 | 32 | 37 | -5  |
|  | 12.  | Alfonso Casati   | 33 | 30 | 8  | 9  | 13 | 29 | 44 | -15 |
|  | 13.  | Besana           | 33 | 30 | 8  | 9  | 13 | 25 | 32 | -7  |
|  | 14.  | Sondrio          | 32 | 30 | 6  | 14 | 10 | 37 | 43 | -6  |
|  | 15.  | Brugherio        | 26 | 30 | 6  | 8  | 16 | 20 | 34 | -14 |
|  | 16.  | Concorezzese     | 14 | 30 | 2  | 8  | 20 | 25 | 55 | -30 |

### Spareggio 1º posto
| 2002 | Canzese | 1 – 0 | Bellusco |  |

## Girone C

### Squadre partecipanti
| Club                            | Città               | Stadio | Stagione 2000-2001 |
| ------------------------------- | ------------------- | ------ | ------------------ |
| U.S. Cremapergo                 | Crema               |        |                    |
| U.S. Gambara                    | Gambara             |        |                    |
| A.C. Carpenedolo                | Carpenedolo         |        |                    |
| U.S. Darfo Boario               | Darfo Boario Terme  |        |                    |
| U.S. Bagnolese                  | Bagnolo Mella       |        |                    |
| A.C. Salò Valsabbia             | Salò                |        |                    |
| G.S. Grumellese Calcio          | Grumello del Monte  |        |                    |
| A.C. Castellana                 | Castel Goffredo     |        |                    |
| A.C. Vestone                    | Vestone             |        |                    |
| U.S. Cortefranca                | Corte Franca        |        |                    |
| Pol. Ciliverghe Mazzano         | Mazzano             |        |                    |
| A.C. Codogno 1908               | Codogno             |        |                    |
| A.C. Feralpi Lonato             | Lonato del Garda    |        |                    |
| U.S. Sellero Novelle 2000       | Sellero             |        |                    |
| U.S. Casalpusterlengo Juventina | Casalpusterlengo    |        |                    |
| A.C. Castellana                 | Castel San Giovanni |        |                    |

### Classifica finale
|  | Pos. | Squadra            | Pt | G  | V  | N  | P  | GF | GS | DR  |
|  | ---- | ------------------ | -- | -- | -- | -- | -- | -- | -- | --- |
|  | 1.   | Cremapergo         | 62 | 30 | 17 | 11 | 2  | 49 | 19 | +30 |
|  | 2.   | Gambara (*)        | 61 | 30 | 17 | 10 | 3  | 48 | 17 | +31 |
|  | 3.   | Carpenedolo        | 58 | 30 | 16 | 10 | 4  | 50 | 21 | +29 |
|  | 4.   | Darfo Boario       | 53 | 30 | 14 | 11 | 5  | 48 | 26 | +22 |
|  | 5.   | Bagnolese          | 51 | 30 | 14 | 9  | 7  | 47 | 24 | +23 |
|  | 6.   | Salò Valsabbia     | 47 | 30 | 12 | 11 | 7  | 41 | 27 | +14 |
|  | 7.   | Grumellese         | 46 | 30 | 12 | 10 | 8  | 30 | 21 | +9  |
|  | 8.   | Castellana         | 46 | 30 | 12 | 10 | 8  | 35 | 29 | +6  |
|  | 9.   | Vestone (**)       | 37 | 30 | 9  | 10 | 11 | 43 | 46 | -3  |
|  | 10.  | Cortefranca        | 35 | 30 | 9  | 8  | 13 | 35 | 43 | -8  |
|  | 11.  | Ciliverghe Mazzano | 32 | 30 | 8  | 8  | 14 | 28 | 46 | -18 |
|  | 12.  | Codogno            | 29 | 30 | 7  | 8  | 15 | 35 | 47 | -12 |
|  | 13.  | Feralpi Lonato     | 29 | 30 | 7  | 8  | 15 | 22 | 36 | -14 |
|  | 14.  | Sellero Novelle    | 27 | 30 | 6  | 9  | 15 | 24 | 48 | -24 |
|  | 15.  | Casalpusterlengo   | 24 | 30 | 5  | 9  | 16 | 25 | 44 | -19 |
|  | 16.  | Castellana         | 10 | 30 | 2  | 4  | 24 | 11 | 77 | -66 |

- (*) A fine stagione il Gambara ha ceduto il titolo sportivo all'Adrense mediante fusione.
- (**) A fine stagione il Vestone ha ceduto il titolo sportivo al Chiari mediante fusione.